# Ottobrunn
Ottobrunn est une commune allemande située en Bavière à la sortie sud de Munich. Elle présente la plus grande densité de population de la circonscription (Landkreis) de Munich.

## Histoire
Depuis le début du XXe siècle, des habitations se construisaient au point d'arrivée de la route utilisée de tout temps menant à Rosenheim où aboutissent les routes venant de Salzbourg (sel) et d'Italie par le col du Brenner et Innsbruck en Autriche.
Elle doit son nom au prince Othon de Bavière (Othon Ier de Grèce), le deuxième fils du roi Louis Ier de Bavière qui partit de là rejoindre sa nouvelle patrie pour y fonder sa dynastie. Une colonne de pierre dorique appelée Ottosäule (voir les armoiries) marque l'endroit où il prit congé de son père.
Après la Seconde Guerre mondiale la population augmenta très rapidement à la suite entre autres de l'afflux de personnes déplacées venant des provinces allemandes cédées au bloc soviétique. Ottobrunn, qui n'était alors qu'un quartier de Unterhaching (Aching-le-Bas, "Aching" pouvant être rattaché étymologiquement du latin aqua (voir Aachen = Aix-la-Chapelle), fut fondée le 1er avril 1955. Plusieurs noms avaient été proposés, dont des désignations locales habituelles de communes comme Neuhaching (Aching-la-Nouvelle) ou Waldhaching (Aching-sous-Bois). Les habitants réussirent cependant à conserver le lien avec le célèbre membre de la famille royale. La terminaison Brunn (puits) apparaissant aussi dans le nom de nombreuses communes voisines (Putzbrunn, Hohenbrunn). Le centre-ville actuel a été construit au cours des années 1980 comme la mairie (1983) ou le centre culturel (Bürgerhaus, 1986), baptisé Ermanno Wolf-Ferrari d'après le compositeur germano-italien qui vécut à Ottobrunn de 1915 à 1931.
Au cours de la dernière année de la Seconde Guerre mondiale, l'institut de recherche aéronautique de Munich (Luftfahrt-Forschungsanstalt-München, LFM) avait été construit par des prisonniers du camp de concentration de Dachau à proximité stratégique de l'autoroute et du terrain d'aviation Neubiberg. Le pionnier de l'aéronautique Ludwig Bölkow y transféra le 1er décembre 1958 sa société Bölkow Entwicklungen KG fondée à Stuttgart en 1956. Après un travail en coopération notamment avec Heinkel et Willy Messerschmitt et plusieurs fusions, en particulier avec Entwicklungsring Süd, cette société devint le groupe MBB (Messerschmitt-Bölkow-Blohm) qui fait maintenant partie du groupe Airbus.

### Activités aéronautiques
En 1940, l'avionneur Messerschmitt a commencé à construire une installation de recherche à grande échelle, la Luftfahrtforschungsanstalt München e. V. (LFM) (en français : Institut de recherche aéronautique de Munich), pour le compte du ministère de l'Aviation du Reich. La zone inhabitée s'étendait du sud-ouest de la zone municipale actuelle d'Ottobrunn jusqu'au nord de la municipalité de Brunnthal. Le LFM devait tester et utiliser de nouveaux équipements de test pour la recherche. L'institut aérodynamique doté de souffleries hautes performances était situé au nord du site. Afin de remédier à la pénurie de personnel lors de la construction du LFM, une annexe au camp de concentration de Dachau a été créé en 1944.
En 1958, Ludwig Bölkow délocalise son entreprise Bölkow-Entwicklung KG avec 223 employés, de Stuttgart vers le site de l'ancien LFM. En 1969, Bölkow devient Messerschmitt-Bölkow-Blohm puis Deutsche Aerospace (DASA) en 1989. Des aéronefs européens comme le Panavia Tornado ou l'Eurocopter EC 135 sont développés à Ottobrunn. En 2000, les principales sociétés aéronautiques allemandes sont regroupées au sein d'EADS et en 2014 le site est affilié à Airbus Defence and Space. Lorsque Ludwig Bölkow a quitté la direction en 1977, MBB était la plus grande entreprise aérospatiale d'Allemagne de l'Ouest. Environ 6 500 personnes travaillaient uniquement dans l'usine Ottobrunn et à la fin des années 1980, environ 10 000 personnes.
Les activités aéronautiques quittent cependant peu à peu le site (les Eurofighter Typhoon pour Manching, les Bo 105 pour Donauwörth).

## Musée et monument
- Musée Roi-Othon-de-Grèce
- Ottosäule

## Villes jumelées
1. Magrè sulla Strada del Vino (Margreid an der Weinstraße), dans le Tyrol italien, depuis 1972
2. Nauplie, en Grèce, depuis 1978
3. Mandelieu-la-Napoule, France, depuis 2000
4. Balingen, Allemagne
5. Panketal, Allemagne
6. Erftstadt, Allemagne

## Liens
- (de) Site officiel